# أنس أشهبار
أنس أشهبار (بالهولندية: Anass Achahbar) لاعب كرة قدم هولندي من أصل مغربي في مركز الهجوم ولد في يوم 13 يناير 1994 في مدينة لاهاي في هولندا. وهو ملتحق مع نادي بي إي سي زفوله منذ 2016 (حاليًا في إعارة مع إن إي سي نيميخن).
سبق له اللعب مع نادي فينورد بين أعوام 2002-2011 ونادي أرمينيا بيليفيلد ولعب مع منتخب هولندا تحت 19 سنة.

## روابط خارجية
- أنس أشهبار على موقع الاتحاد الدولي (مؤرشف)  (الإنجليزية)
- أنس أشهبار على موقع الاتحاد الأوربي (الإنجليزية)
- أنس أشهبار على موقع قاعدة بيانات كرة القدم.إي يو (الإنجليزية)
- أنس أشهبار على موقع بيانات كرة القدم. دي إي (الألمانية)
- أنس أشهبار على موقع Soccerbase.com (لاعب) (الإنجليزية)
- أنس أشهبار على موقع Soccerway.com (الإنجليزية)
- أنس أشهبار على موقع عالم كرة القدم.نت (الإنجليزية)
- أنس أشهبار على موقع AS.com (الإسبانية)